# Hiram Stamper
Hiram Stamper (* 16. März 1893 im Knott County, Kentucky; † 16. Januar 1992 ebenda) war ein US-amerikanischer Old-Time-Fiddler. Stamper machte zeit seines Lebens keine kommerziellen Aufnahmen, sondern wurde in den 1970er- und 1980er-Jahren mehrmals durch Folkloristen und Musikforscher aufgenommen.

## Leben
Hiram Stamper stammte aus dem Knott County, das im äußersten Osten Kentuckys nahe der Grenze zu Virginia liegt. Er wurde 1893 als Sohn von Marion Stamper (1856–1953) und Martha Ann Stewart (1864–1929) geboren. Stamper nahm zwischen 1914 und 1918 als Soldat am Ersten Weltkrieg teil und heiratete 1924 Martha Kelly. Musikalischen Einfluss nahmen auf Stamper vor allem sein Onkel Daniel Triplett, Shade Slone, einem Bürgerkriegsveteranen aus dem Pippa-Passes-Areal im Knott County, sowie „Black“ Hiram Legley und Si Terry.
Stamper ist vor allem für seine besondere Spielweise innerhalb der Old-Time Music bekannt. Auch heute noch berufen sich Bands, wie beispielsweise die Black Twig Pickers, auf ihn. Stamper spielte einen Fiddle-Stil, der für diese Region in Kentucky typisch war. Dort wurde die Fiddle bis Anfang des 20. Jahrhunderts als Soloinstrument gebraucht und erst später, wie beispielsweise in West Virginia, mit Gitarre und Banjo zusammen gespielt. Zudem war sein Instrument tiefer gestimmt als die übliche Standardstimmung und der Steg seiner Fiddle war niedriger gebaut, sodass er simultan zwei bis drei Saiten spielen konnte. Dies resultierte in einem volleren Klang.
1977 wurde Stamper zum ersten Mal aufgenommen. Die meisten Aufnahmen wurden durch Bruce Greene gemacht, der zahlreiche Musiker in Kentucky aufspürte und ihre Stücke auf Tonband dokumentierte. 1986 wurde Stamper noch einmal von Bob Butler besucht, der von ihm noch einmal einige Stücke festhielt. Im Gegensatz zu vielen anderen Zeitgenossen spielte er kaum Lieder, die er von Schallplatten oder aus dem Radio kannte. Stampers Repertoire umfasste daher unter anderem Klassiker wie Sally Goodin’, Cumberland Gap, Sourwood Mountain oder auch Roll On John, welches vor allem im Bluegrass zum Stück Roll On Buddy weiterentwickelt wurde. Es fanden sich aber auch weniger bekannte Lieder unter den Aufnahmen, darunter Brushy Fork of John’s Creek, das Stamper von Shade Slone erlernte. Slone und einige andere Fiddler behaupteten, das Stück wäre 1863 während des sogenannten Morgan’s Raid entstanden, als General John Hunt Morgans Soldaten am John’s Creek im Pike County campierten. Das Stück fand sich auch im Repertoire anderer Old-Time-Musiker aus dem östlichen Kentucky und West Virginia.
Hiram Stamper starb 1992 im Alter von 98 Jahren. Stampers Sohn Art Stamper wurde ein gefragter Bluegrass-Fiddler und spielte unter anderem für Bill Monroe und die Stanley Brothers. Stampers Aufnahmen befinden sich mittlerweile im Besitz des Berea Colleges als Teil der Hutchins Library.